# Обільнівська сільська рада
Обі́льнівська сільська рада (рос. Обильновский сельский совет) — сільське поселення у складі Адамовського району Оренбурзької області Росії.
Адміністративний центр — селище Обільний.

## Населення
Населення — 466 осіб (2019; 845 в 2010, 1259 у 2002).

## Склад
До складу сільської ради входять:
| Населений пункт       | Населення, осіб (2002) | Населення, осіб (2010) |
| --------------------- | ---------------------- | ---------------------- |
| Новосовхозний, селище | 328                    | 163                    |
| Обільний, селище      | 931                    | 682                    |